# Grazia Deledda
Grazia Maria Cosima Damiana Deledda (Nuoro, 27 de setembro de 1871 — Roma, 15 de agosto de 1936) foi uma escritora e poeta italiana. 
Recebeu o Nobel de Literatura de 1926 "por seus escritos idealisticamente inspirados que, com clareza plástica descreve a vida na sua ilha natal e com profundidade e simpatia trata dos problemas humanos em geral".
Sua obra mais conhecido e aclamada é Canne al vento (Caniços ao vento/Juncos ao Vento), o qual narra as crises existenciais e as fragilidades humana das suas personagens, bem como descreve em detalhes e com um realismo claro os costumes e lendas da sociedade agro pastoril da sua amada ilha da Sardenha. Este romance é ambientado na pequena comuna de Galtelli, província de Nuoro, a qual conserva um belo centro histórico e belas paisagens que inspiraram a autora na escrita de sua obra-prima.
A vida de Deledda não foi particularmente agitada, mas muito fecunda do ponto de vista literário, marcada pelo lançamento quase anual de seus romances. 

## Biografia

### Juventude

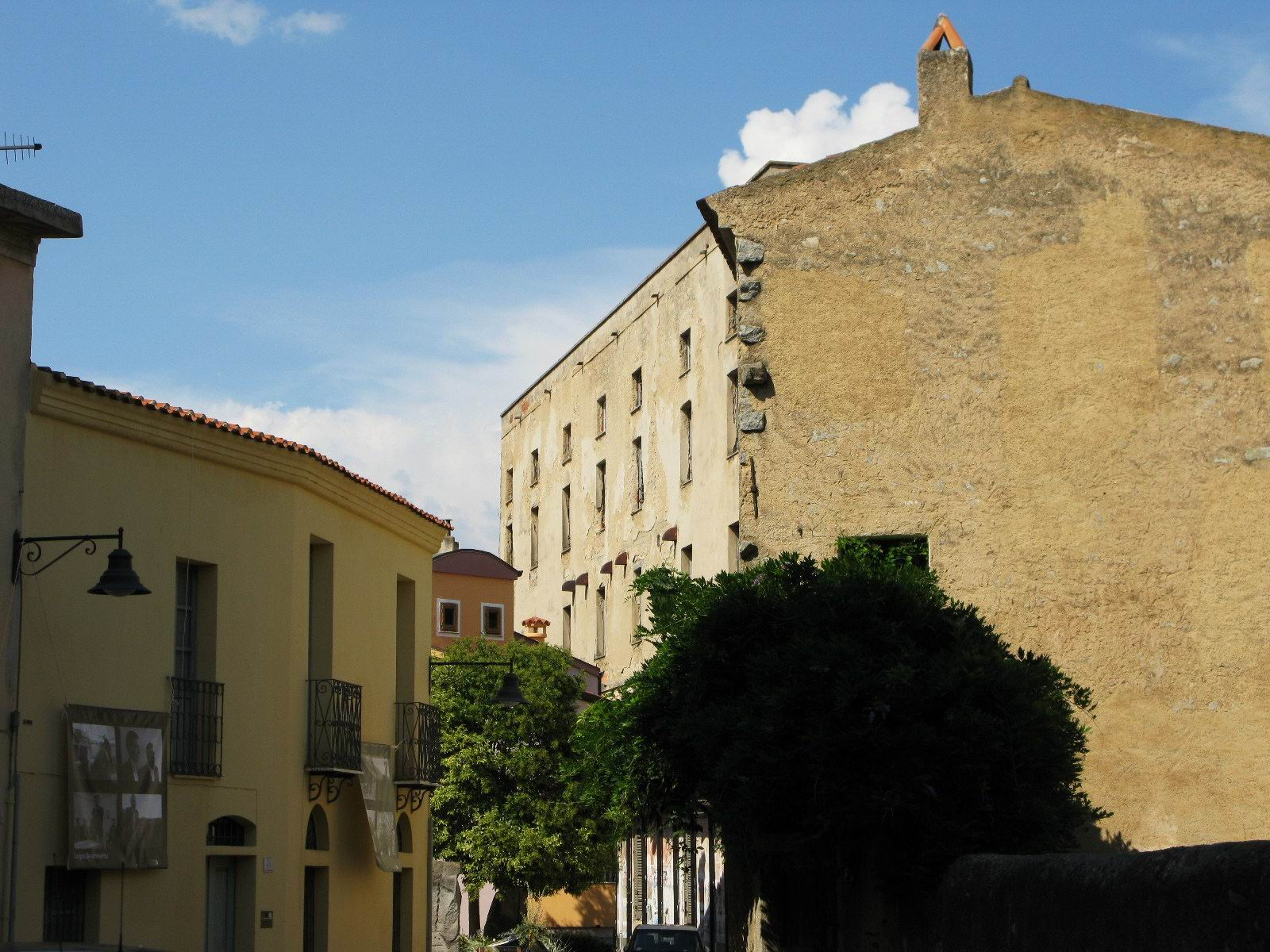
Casa natal de Grazia Deledda em Nuoro.

Nasceu em Nuoro, na Sardenha, em 28 de setembro de 1871, sendo a quarta de sete filhos, em uma família abastada. O pai, Giovanni Antonio Deledda, formado em direito, não exercitava a profissão. Hábil empreendedor, se ocupava do comércio e da agricultura; se interessava em poesia e compunha versos na língua sarda, fundou uma editora e fazia a impressão de uma revista. Foi síndico de Nuoro em 1863.
Sua mãe era Francesca Cambosu. Mulher severa e dedicada à casa, foi a responsável pela educação de Grazia. Depois de frequentar a escola até a quarta classe, já que essa era toda a educação formal considerada apropriada para as meninas daquela época, Grazia passa a ser educada em casa pelo professor Pietro Ganga, docente de letras italianas, latinas e gregas (e que também falava francês, alemão, português e espanhol). Ganga ensinou-a o básico do italiano, do latim e do francês. Grazia então continuou a sua formação como autodidata.

### Primeiros escritos

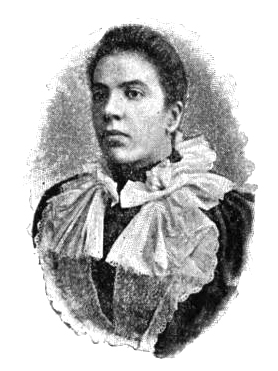
Retrato de Grazia Deledda (1898).

Em 1887, a jovem escritora concluiu o seu primeiro conto, intitulado “Sangue sardo”, e enviou-o secretamente pelo correio para a revista de moda romana, L'ultima moda, que também publicava pequenas peças de ficção. “Sangue sardo” era a história trágica de uma moça sarda envolvida em triângulo amoroso familiar. No desfecho do conta, a moça assassina o amante da irmã, empurrando-o das falésias. 
Como uma escritora de histórias românticas aos dezessete anos de idade, Deledda encontrou mais infâmia do que fama em sua aldeia. Suspeitas e rumores a seguiram. Sua mãe foi taxada como uma mãe irresponsável e as mulheres da aldeia chegaram a queimar uma revista como protesto à jovem escritora. Para desviar o choque e a raiva gerados por sua ficção, Deledda começou a publicar sob pseudônimos como G. Razia e Ilia di Sant'Ismael. Entretanto, apesar das oposições de seus conterraneos, Grazia não retrocedeu quanto à vocação de se tornar escritora. Seu primeiro romance "Memorie di Fernanda", foi publicado em 1888 em formato de fascículos pela mesmo revista de Roma. Aos quais se seguiram "Stella d'oriente" (Estrela do Oriente) (1890), "Fior di Sardegna" (Flor da Sardenha) (1892) e "La via del male" (O Caminho do Mal) (1896), o qual recebeu elogios do escritor e jornalista italiano Luigi Capuana, que também prefaciou a obra. .

### Maturidade literária e sucesso comercial
Em 1900, publica no periódico Nuova Antologia, em forma de fascículos, o romance Elias Portolu, que apenas seria lançado em um único volume em 1903. O romance, que foi traduzido primeiro para o francês e depois para todas as línguas europeias, confirmou-a como uma escritora madura, ao qual se seguiram-se uma série de romances de sucesso, tais como: Dopo il divorzio ('Depois do Divórcio", 1902) Cenere  ("Cinzas', 1904), que foi adaptado para as telas em 1916, e estrelado pela lendária atriz italiana Eleonora Duse em sua única aparição no cinema, L'edera ("A Hera", 1908), e Colombi e sparvieri ("Pombos e Gaviões", 1912).

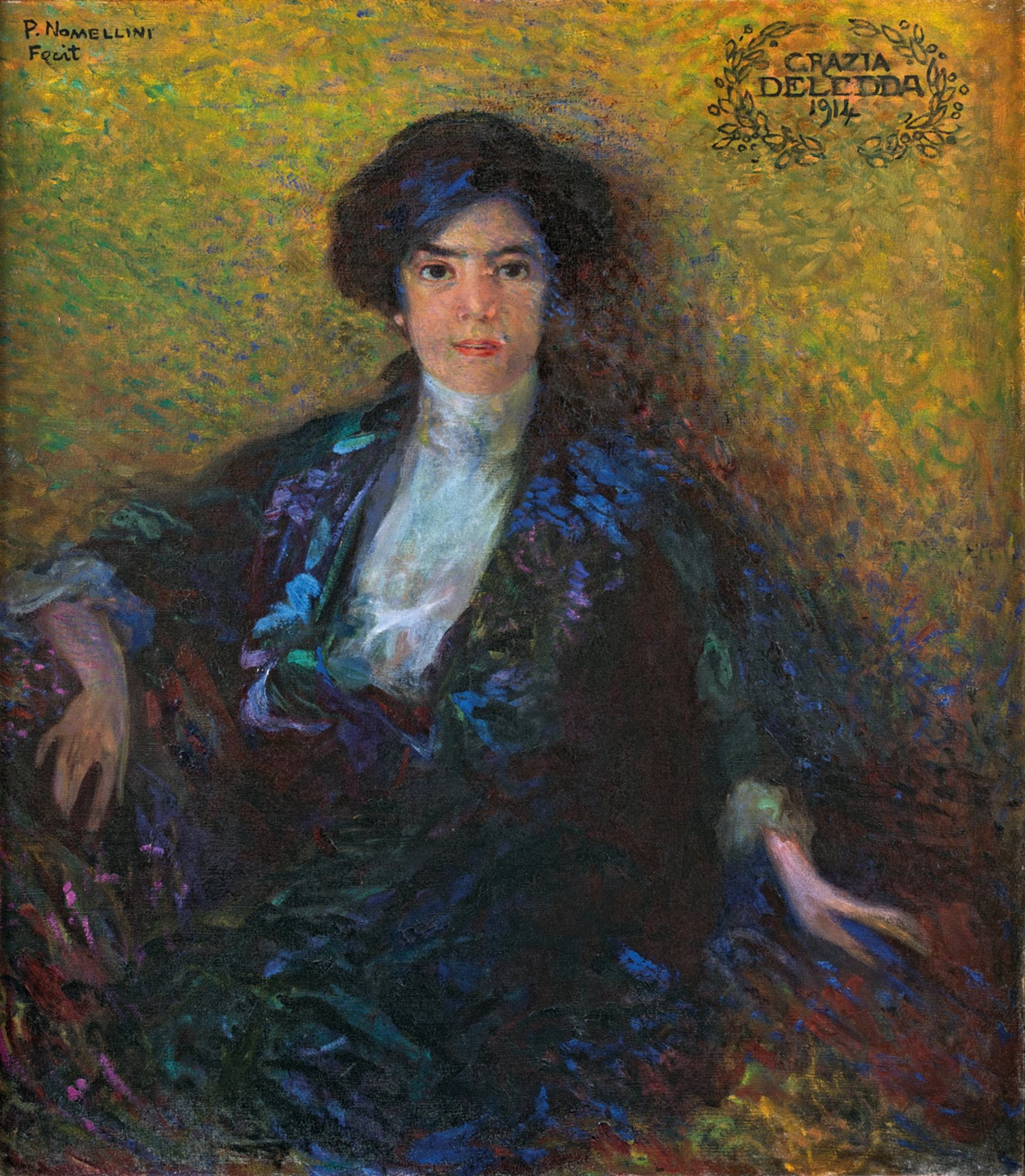
Retrato de Grazia Deledda por Plinio Nomellini, 1914

Em 1913 foi lançada sua obra-prima,  Canne al vento , na qual Grazia colocava no centro a fragilidade do indivíduo oprimido por um destino cego e cruel.  Após a publicação deste livro, Grazia viria a ser indicada pela primeira ao Prêmio Nobel de Literatura, fato que se repetiria por mais doze anos, até sua consagração em 1926.
Outras obras notáveis de Deledda são a Marianna Sirca (1916), La Madre ("A Mãe", 1920), que foi bastante elogiodo pelo escritor inglês D.H. Lawrence, Il paese del vento ("O País do Vento", 1931), e a obra de cunho autobiográfico "Cosima", publicado postumamente em 1937. 

## Prêmio Nobel de Literatura

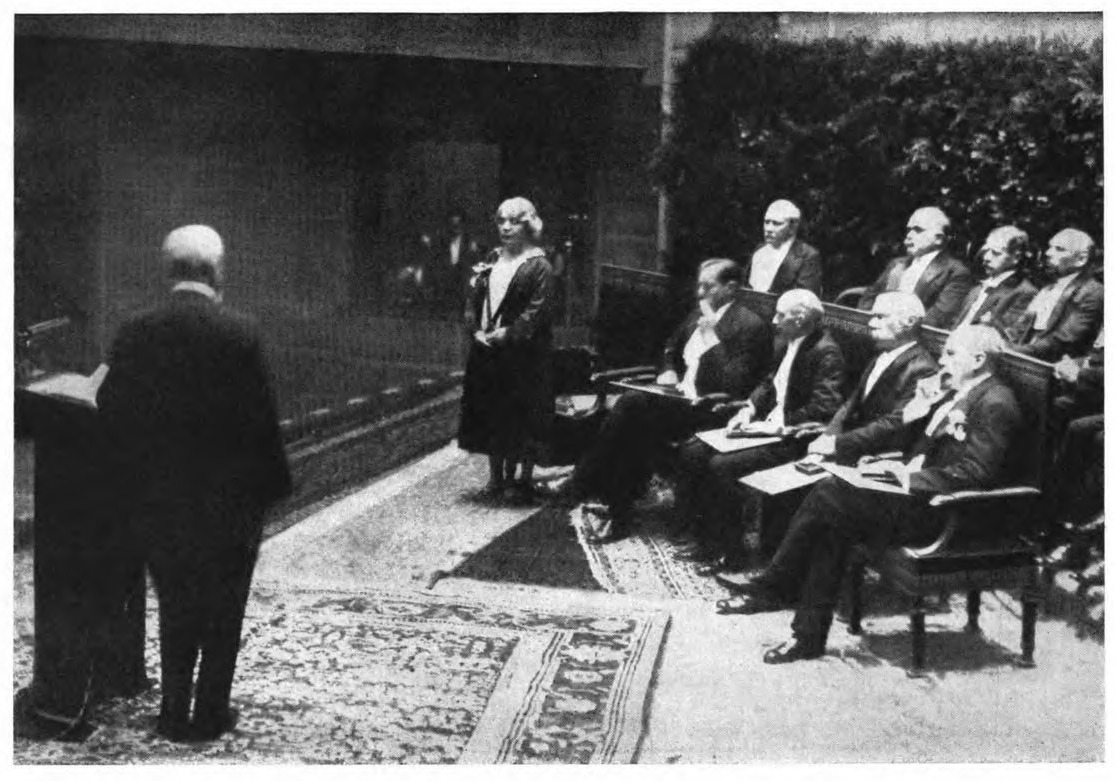
Deledda durante cerimônia de entrega do Prêmio Nobel de Literatura.

Em 1926, Grazia Deledda foi agraciada com o Prêmio Nobel de Literatura "por seus escritos idealisticamente inspirados que, com clareza plástica descreve a vida na sua ilha natal e com profundidade e simpatia trata dos problemas humanos em geral". Deledda foi a segundo mulher a receber o prêmio, após a escritora sueca Selma Lagerlof e a segunda personalidade literária italiana a conseguir a distinção, ficando atrás apenas de Giosuè Carducci. Atualmente, continua senda a primeira e única mulher italiana a ganhar a ser agraciada na categoria de Literatura. 
Ao ser informada de que havia ganhado o Prêmio Nobel, a despretensiosa mulher teria dito simplesmente: “Già!” (Já!), e seguindo para seu escritório, dando prosseguimento a atividade habitual de escrita.

## Últimos Anos e Morte
Grazia Deledda vinha padecendo há alguns anos com um câncer de mama, que acabou vitimando-a em 1936.
Apesar da doença, Deledda mantinha seu horário de trabalho quase inalterado, começando o dia com um café da manhã tardio, horas de leitura, descanso após o almoço e depois escrevendo duas ou três horas à tarde, produzindo cerca de quatro páginas manuscritas por dia. Mantinha essa rotina sete dias por semana.
Os restos mortais de Deledda foram sepultados no cemitério de Verano, em Roma, onde permaneceram até 1959, quando, a pedido da família da escritora, foram transferidos para sua cidade natal. Desde então estão guardados num sarcófago de granito preto liso na pequena igreja da Madonna della Solitude, no sopé do monte Ortobene, que tanto elogiou numa das suas últimas obras, La chiesa della solitudine ("A Igreja da Solidão", 1936), romance no qual a protagonista padece de uma doença semelhante a da sua escritora. 

## Vida Pessoal

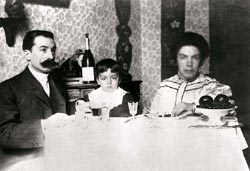
Grazia Deledda com o marido, Palmiro Madesani, e um de seus filhos.

Em Cagliari, no final do século XIX, conheceu o seu futuro marido, Palmiro Madesani, com quem trocou a Sardenha por Roma, destino com o qual sempre sonhara. Eles tiveram dois filhos, Franz e Sardus, o nome deste último uma homenagem a sua amada Sardenha.

## Estilo Literário
A vida, os costumes e as tradições do povo da Sardenha são proeminentes nos escritos de Grazia Deledda. Sua obra concentra-se, de modo geral, em experiências poderosas de amor, dor e morte sobre as quais paira o sentimento de pecado, culpa e a consciência da fatalidade inevitável. Considera-se que ela foi muito influenciada pelo verismo de Giovanni Verga, mas também, às vezes, pelo decadentismo representado por Gabriele D'Annunzio, bem como por Leon Tolstoi. Um traço comum em todos os seus escritos posteriores é uma fé constante na humanidade e em Deus. .

## Obras

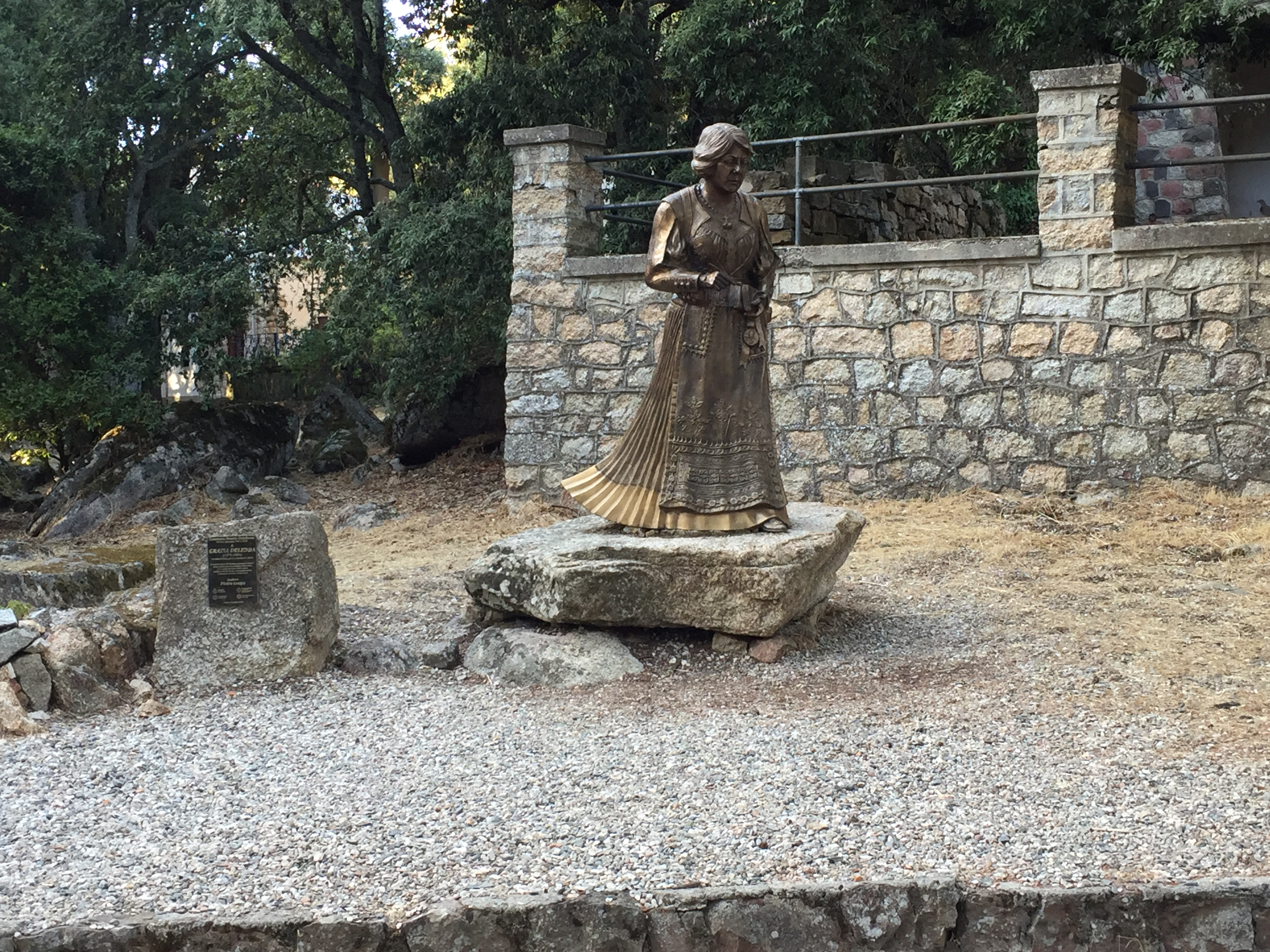
Estátua de Grazia Deledda no Monte Ortobene em Sardenha.

- Memorie di Fernanda, ["Memórias de Fernanda"], Perino - publicadas em fascículos na revista L'ultima moda.
- Nell'azzurro!..., Trevisini, 1890.
- Stella d'oriente/Ilia di Saint-Ismael, ["Estrela do Oriente"], Tip. Edit. dell'Avvenire di Sardegna, 1890.
- Fior di Sardegna, ["Flor de Sardenha"], Perino, 1891.
- Racconti sardi, ["Contos Sardos"], Dessì, 1894.
- Tradizioni popolari di Nuoro in Sardegna, Forzani e c. tipografi del Senato, 1894.
- Anime oneste. Romanzo famigliare, Cogliati, 1895.
- La via del male, ["O Caminho do Mal"], Speirani e Figli, 1896.
- L'ospite, Cappelli, 1897.
- Paesaggi sardi, Speirani e Figli, 1897.
- Il tesoro, Speirani e Figli, 1897.
- Le tentazioni. Novella sarda, Cogliati, 1899.
- La giustizia, Speirani e Figli, 1899.
- Giaffah. Racconto, Sandron, 1900.
- Il vecchio della montagna, Roux e Viarengo, 1900.
- Elias Portolu, Roux e Viarengo, 1903.
- La regina delle tenebre, Agnelli, 1902.
- Dopo il divorzio, ["Depois do Divórcio"], Roux e Viarengo, 1902.
- I giuochi della vita, em "Nuova Antologia", 1902; Treves, 1905.
- Cenere, ["Cinzas"], Nuova Antologia, 1904.

- Nostalgie, Nuova Antologia, 1905.

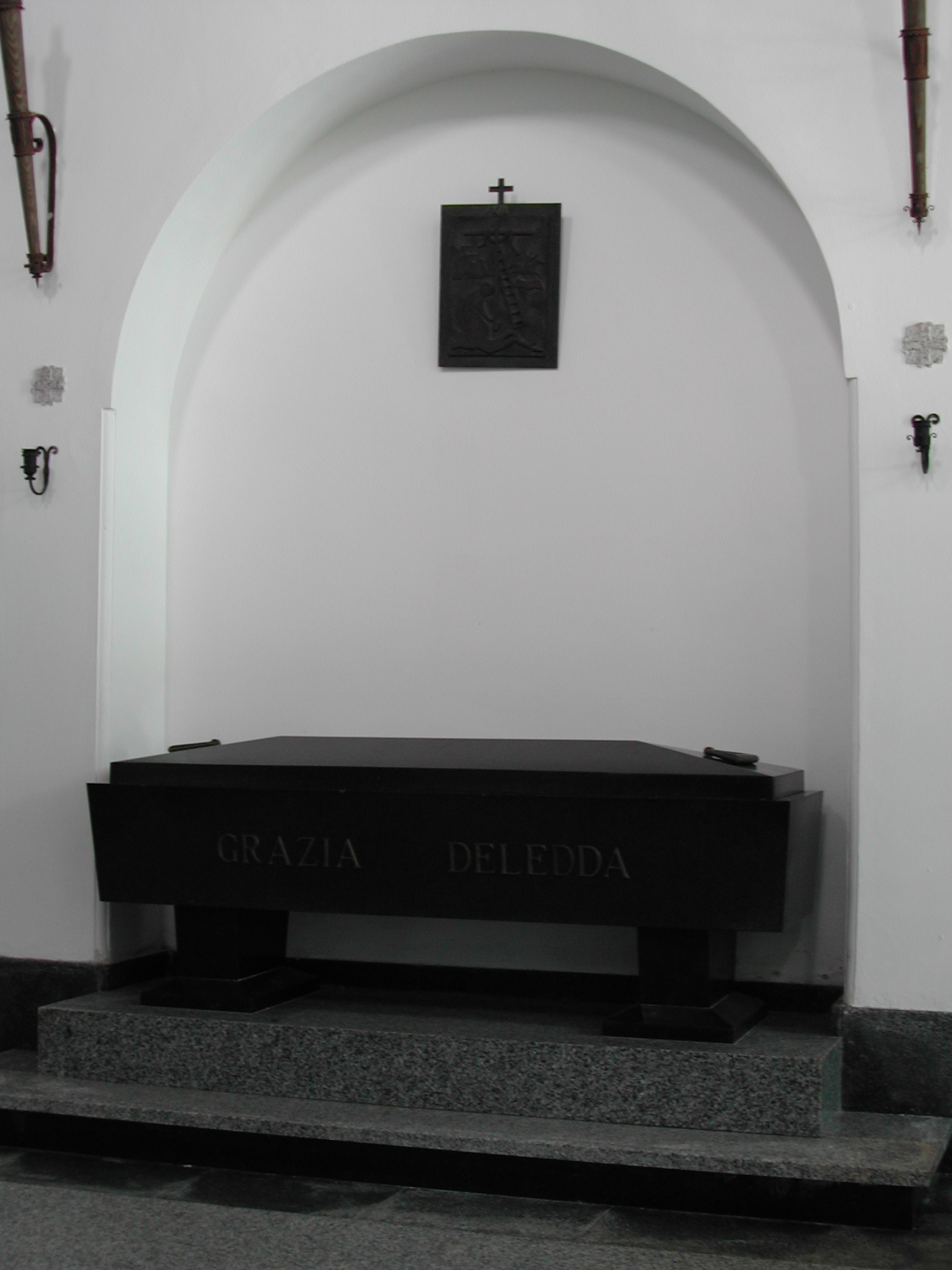
Sepultura de Grazia Deledda na Chiesa della Madonna della Solitudine em Nuoro

- L'ombra del passato, Nuova Antologia, 1907.
- Amori moderni, Voghera, 1907.
- Il nonno. Novelle, Nuova Antologia, 1908.
- L'edera, ["A Hera"], in "Nuova Antologia", 1908; Treves, 1921.
- Il nostro padrone, Treves, 1910.
- Sino al confine, Treves, 1910.
- Colombi e sparvieri, ["Pombos e Gaviões"], Treves, 1912.
- Chiaroscuro. Novelle, ["Claro-escuro"], 1912.
- L'edera. Dramma in tre atti, con Camillo Antona-Traversi, Treves, 1912.
- Canne al vento ["Caniços ao vento/Juncos ao vento"],  Treves, 1913.
- Le colpe altrui, Treves, 1914.
- Marianna Sirca, Treves, 1915.
- Il fanciullo nascosto. Novelle, Treves, 1915.
- L'incendio nell'oliveto, Treves, 1918.
- Il ritorno del figlio; La bambina rubata. Novelle, Treves, 1919.
- La madre, ["A Mãe"], Treves, 1920.
- La Grazia. Dramma pastorale in tre atti, com Claudio Guastalla e Vincenzo Michetti, Ricordi, 1921.
- Il segreto dell'uomo solitario, Treves, 1921.
- Il Dio dei viventi, Treves, 1922.
- Il flauto nel bosco. Novelle, Treves, 1923.
- La danza della collana, Treves, 1924.
- La fuga in Egitto, ["A fuga do Egito"], Treves, 1925.
- Il sigillo d'amore, Treves, 1926.
- Annalena Bilsini, Treves, 1927.
- Il fanciullo nascosto, Treves, 1928.
- Il vecchio e i fanciulli, Treves, 1928.
- Il dono di Natale, Treves, 1930.
- Il paese del vento, ["A Cidade do Vento"], Treves, 1931.
- La vigna sul mare, Treves-Treccani-Tumminelli, 1932.
- Sole d'estate, Treves, 1933.
- L'argine, Treves, 1934.
- La chiesa della solitudine, ["A Igreja da Solidão"], Treves, 1936.
- Cosima, Treves, 1937.
- Versi e prose giovanili, Treves, 1938.
- Il cedro del Libano. Novelle, Garzanti, 1939.
- Lettere di Grazia Deledda a Marino Moretti (1913-1923), Rebellato, 1959.
- Lettere inedite, Fabbri, 1966.
- Lettere inedite di Grazia Deledda ad Arturo Giordano, direttore della Rivista letteraria, Nemapress, 2004. ISBN 88-7629-023-0
- Lettere ad Angelo De Gubernatis (1892-1909), Centro di studi filologici sardi-CUEC, 2007. ISBN 978-88-8467-399-2
- Amore lontano. Lettere al gigante biondo (1891-1909), Feltrinelli, 2010. ISBN 978-88-07-49102-3